# Federacja dla Rzeczypospolitej
Federacja dla Rzeczypospolitej (FdR, Federacja) – polska prawicowa partia polityczna o charakterze republikańskim, konserwatywnym i narodowym. Jej powołanie ogłoszono w listopadzie 2018, zarejestrowana sądownie została 12 marca 2020.

## Historia
2 listopada 2018 Marek Jakubiak, poseł na Sejm VIII kadencji, ogłosił odejście z klubu poselskiego Kukiz’15 (tuż po tym, jak z ramienia tego ugrupowania kandydował na prezydenta Warszawy), a także chęć powołania federacyjnej formacji prawicowej. 13 dni później ogłosił założenie partii Federacja dla Rzeczypospolitej. Wiceprezesami kierowanej przez Marka Jakubiaka formacji byli liberalny publicysta Jacek Władysław Bartyzel (syn prof. Jacka Bartyzela) oraz były poseł Artur Zawisza, którzy we wrześniu 2019 znaleźli się poza ugrupowaniem (podobnie jak jego sekretarz generalny Krzysztof Drozdowski).
Pomimo początkowego tworzenia koalicji z Prawicą Rzeczypospolitej, 6 marca 2019 FdR przyłączyła się do Konfederacji KORWiN Braun Liroy Narodowcy, zawiązanej na wybory do Europarlamentu przez KORWiN, Ruch Narodowy, Skutecznych i m.in. organizację Pobudka. 16 dni później Marek Jakubiak współtworzył koło poselskie Konfederacja. W majowych eurowyborach Konfederacja nie przekroczyła progu wyborczego. Od 25 kwietnia do 28 czerwca 2019 Marek Jakubiak był przewodniczącym koła poselskiego tej inicjatywy. Następnie opuścił ją, ogłaszając jednocześnie powołanie wespół z liderem Skutecznych Piotrem Liroyem-Marcem nowej partii Federacja Jakubiak-Liroy, do której powstania ostatecznie nie doszło. W wyborach parlamentarnych w tym samym roku kandydaci FdR wystartowali z ramienia KWW Koalicja Bezpartyjni i Samorządowcy, który w większości okręgów nie zarejestrował list. W grudniu 2019 ponownie poinformowano o planach zarejestrowania FdR jako partii politycznej. Z wniosku prezesa Marka Jakubiaka oraz wiceprezesów Anny Krystowskiej (związanej także ze Skutecznymi) i byłego posła Andrzeja Maciejewskiego (który po rejestracji partii nie został jej członkiem) sąd zarejestrował FdR 12 marca 2020.
Lider partii Marek Jakubiak został kandydatem FdR w wyborach prezydenckich w 2020. Zdobył 0,17 procent głosów, zajmując 8. miejsce spośród 11 kandydatów. W II turze FdR poparła ubiegającego się o reelekcję Andrzeja Dudę.
5 września 2020 odbył się pierwszy zjazd FdR, w trakcie którego delegaci na zjazd udzielili dotychczasowemu prezesowi Markowi Jakubiakowi jednogłośnie absolutorium. Wiceprezesem pozostała mec. Anna Krystowska, sekretarzem został Łukasz Dymko, a na skarbnika powołano Michała Piechotę.
20 czerwca 2021 Marek Jakubiak gościł na konwencji założycielskiej Partii Republikańskiej. Pomimo planów, nie doszło do akcesu FdR do tego ugrupowania. W maju 2023 Marek Jakubiak został sekretarzem generalnym partii Kukiz15, powracając do współpracy z Pawłem Kukizem.
W wyborach parlamentarnych w 2023 Marek Jakubiak jako kandydat formacji Pawła Kukiza został wybrany do Sejmu X kadencji z listy Prawa i Sprawiedliwości. Do izby tej spośród działaczy FdR startował także Jakub Perkowski z listy Bezpartyjnych Samorządowców, którzy nie uzyskali mandatów. Marek Jakubiak współtworzył na początku kadencji koło poselskie Kukiz’15. W wyborach do Parlamentu Europejskiego w 2024 Jakub Perkowski otwierał pomorską listę partii PolExit, która nie zdobyła mandatów. 16 października 2024 koło poselskie Kukiz’15 przekształciło się w koło Wolni Republikanie, a Marek Jakubiak został jego przewodniczącym. Był on także kandydatem Wolnych Republikanów w wyborach prezydenckich w 2025, uzyskując 0,77% głosów i zajmując 10. miejsce spośród 13 kandydatów. W II turze poparł rekomendowanego przez PiS prezesa IPN, Karola Nawrockiego.

## Program
FdR odwołuje się do idei Romana Dmowskiego. W statucie określa się jako ugrupowanie republikańskie. Głównymi postulatami FdR są:
- wprowadzenie systemu prezydenckiego,
- wprowadzenie jednomandatowych okręgów w wyborach do Sejmu,
- wprowadzenie elementów demokracji bezpośredniej,
- wprowadzenie emerytury obywatelskiej,
- zwiększenie kwoty wolnej od podatku,
- przywrócenie instytucji sędziego pokoju,
- skrócenie czasu trwania spraw gospodarczych,
- likwidacja części urzędów,
- przeniesienie siedzib części ministerstw poza Warszawę,
- obowiązek zniesienia dwóch ustaw przy wprowadzeniu jednej[31].

W 2019 FdR opublikowała szczegółowy program „Patriotyzm i wolność”.

## Udział w wyborach

### Wybory parlamentarne
| Wybory | Sejm                  | Sejm                  | Sejm                  | Sejm    | Sejm    | Senat   | Senat   | Rząd     |
| Wybory | Głosy                 | Głosy                 | Głosy                 | Mandaty | Mandaty | Mandaty | Mandaty | Rząd     |
| Wybory | Liczba                | %                     | +/−                   | Liczba  | +/−     | Liczba  | +/−     | Rząd     |
| ------ | --------------------- | --------------------- | --------------------- | ------- | ------- | ------- | ------- | -------- |
| 2019   | Start z list KBiS     | Start z list KBiS     | Start z list KBiS     | 0/460   | –       | 0/100   | –       | Brak     |
| 2023   | Start z list PiS i BS | Start z list PiS i BS | Start z list PiS i BS | 1/460   | 1       | 0/100   |         | Opozycja |

### Wybory prezydenckie
| Wybory | Kandydat       | I tura  | I tura     |
| Wybory | Kandydat       | Głosów  | %          |
| ------ | -------------- | ------- | ---------- |
| 2020   | Marek Jakubiak | 33 652  | 0,17 (8.)  |
| 2025   | Marek Jakubiak | 150 698 | 0,77 (10.) |

### Wybory europejskie
| Wybory | Start                 | Liczba |
| ------ | --------------------- | ------ |
| 2024   | Start z listy PolExit | 0/53   |